# Karl Eilert Wiik
Karl Eilert Wiik, född 11 mars 1917 i Ålesund, död 25 maj 1964, var en norsk skådespelare.
Wiik debuterade 1945 vid Studioteatret och verkade där fram till och med 1950. Från 1950 var han engagerad vid Riksteatret där han också var turnéchef. Han gjorde sig bemärkt som realist och lyriker, bland annat i Byen vår av Thornton Wilder, Hets av Ingmar Bergman, Tolvskillingsoperan och som Krogstad i Henrik Ibsens Ett dockhem.
Han var gift med skådespelaren Gerd Wiik.

## Filmografi
- 1946 – Englandsfarare
- 1951 – Ukjent mann
- 1954 – Shetlands-Larsen
- 1958 – Pastor Jarman kommer hjem